# Fannin Range
Fannin Range är ett berg i Kanada.   Det ligger i provinsen British Columbia, i den sydvästra delen av landet, 3 500 km väster om huvudstaden Ottawa. Toppen på Fannin Range är 318 meter över havet. Fannin Range ligger vid sjön Seymour Lake.
Terrängen runt Fannin Range är huvudsakligen bergig. Runt Fannin Range är det tätbefolkat, med 530 invånare per kvadratkilometer.. Närmaste större samhälle är Anmore, 16,5 km söder om Fannin Range. 
I omgivningarna runt Fannin Range växer i huvudsak barrskog.